# Pasi Rantanen
Pasi Rantanen (Helsinki, 30 ottobre 1969) è un cantante finlandese.
È noto per aver militato nei Thunderstone e nei Revolution Renaissance di Timo Tolkki.

## Discografia
Thunderstone 
- 2002 - Thunderstone
- 2004 - The Burning
- 2005 - Tools of Destruction
- 2007 - Evolution 4.0

 Revolution Renaissance 
- 2008 - New Era

 Kotipelto 
- 2007 - Serenity

 Stratovarius 
- 2001 - Intermission
- 2005 - Stratovarius

 Ospite 
- 2004 - Various Artists - Heavy Christmas
- 2007 - Monster Vision Freak Show - Welcome to Hellsinki
- 2007 - Ari Koivunen - Fuel for the Fire
- 2009 - Warmen - Japanese Hospitality